# Sophie Charlotte Ducker
Sophie Charlotte Ducker AM (* 9. April 1909 in Berlin als Sophie Charlotte von Klemperer; † 20. Mai 2004 in Melbourne) war eine deutsch-australische Botanikerin. Sie flüchtete 1941 nach Australien und setzte ihre Karriere 1944 an der Universität Melbourne fort. Dort spezialisierte sie sich auf die Bereiche Meeresbotanik und Algologie. Im Jahr 1996 wurde sie für ihre Arbeit mit der Mueller Medal ausgezeichnet.

## Leben
Sophie Charlotte Ducker wurde am 9. April 1909 als Sophie Charlotte von Klemperer in Berlin geboren. Sie war die Tochter von Victor von Klemperer und Sophie Reichenheim. Ihr Vater war jüdischer Abstammung, konvertierte im Jahr 1907 nach seiner Heirat jedoch zum protestantischen Glauben.
Sophie wuchs in Dresden auf. Sie besuchte das Cheltenham Ladies’ College in England. Das Studium der Botanik begann sie an der Universität Genf und der Technischen Hochschule Stuttgart, unterbrach dieses im Jahr 1931 jedoch aufgrund der Heirat mit Johann Friedrich Ducker. 1933 wurde Klaus Heinrich Ducker, das einzige Kind des Ehepaares, geboren.
Sie und ihre Familie mussten Deutschland 1938 aufgrund ihrer jüdischen Herkunft verlassen. Sie ließen sich vorerst in Teheran nieder. 1941 war die Familie aufgrund des Zweiten Weltkrieges jedoch erneut dazu gezwungen, das Land zu verlassen. Ihr endgültiger Wohnsitz wurde Australien. Am 20. Mai 2004 starb Sophie Charlotte Ducker in Melbourne.

## Berufliche Laufbahn
Sophie nahm ihre berufliche Laufbahn im Jahr 1944 wieder auf. Sie wurde wissenschaftliche Mitarbeiterin an der Universität Melbourne und arbeitete gemeinsam mit Ethel McLennan, einer führenden Mykologin. 1952 erhielt sie ihren Bachelor-Abschluss und auch ihren Master of Science bekam sie an der Universität Melbourne verliehen. Im Jahr 1957 wurde sie an derselben Universität Lecturer für Botanik, 1961 Senior Lecturer und 1973 Reader. Während ihrer langjährigen Karriere unterrichtete und betreute sie eine Vielzahl an Schülern und etablierte Kurse im Bereich der Algologie, auf die sie sich spezialisiert hatte.
1974 ging sie in den Ruhestand. Trotzdem leitete sie weiterhin Lehrveranstaltungen und setzte ihre Forschung mit Kollegen fort. Zusätzlich veröffentlichte sie Biographien australischer Botaniker. 1978 erhielt sie für ihre Arbeit den Titel Doctor of Science.
Sophie war eines der Gründungsmitglieder der Australasian Society for Phycology and Aquatic Botany.

## Auszeichnungen
Sophie Charlotte Ducker wurde 1993 mit einem Honorary Doctor of Laws (LLD) von der Universität Melbourne ausgezeichnet. 1996 bekam sie für ihre Arbeit die Mueller Medal von der Australian and New Zealand Association for the Advancement of Science verliehen. 1997 wurde sie zum Member des Order of Australia ernannt. Begründet wurde die Ehrung damit, dass durch die von ihr erstellten Biographien die Geschichte der Botanik Australiens aufgezeichnet wurde und ihre Arbeit im Bereich der Wissenschaft und Bildung, speziell im Feld der Meeresbotanik, anerkannt werden muss.

## Veröffentlichungen (Auswahl)
- Ducker, Sophie, 'Studies in Marine Botany: Collected Papers’, Dissertation, University of Melbourne, 1978.
- Ducker, Sophie C., 'Ethel McLennan (1891–1983) botanist', in 200 Australian Women: A Redress Anthology, hg. von Heather Radi (Sydney: Women's Redress Press Inc, 1988).[6]
- Ducker, Sophie C., 'Lucas, Arthur Henry Shakespeare (1853–1936), School Master and Biologist', in Australian Dictionary of Biography, hg. von Bede Nairn und Geoffrey Serle, Band 10 (Melbourne: Melbourne University Press, 1986), S. 163–164.[7]
- Ducker, Sophie C., 'Harvey, William Henry (1811–1866), botanist', in Australian Dictionary of Biography, hg. von Douglas Pike, Band 4 (Melbourne: Melbourne University Press, 1972), S. 357–358.[8]
- Ducker, Sophie C., 'W. H. Harvey in New South Wales: Letters by the Phycologist W. H. Harvey, Written in New South Wales in 1855', Proceedings of the Linnean Society of New South Wales, Band 115 (1995), S. 213–223[9]
- Ducker, Sophie C.; and Jenkin, John, 'Wood, Edward James Ferguson (1904–1972), Marine Microbiologist', in Australian Dictionary of Biography, hg. von John Ritchie und Diane Langmore, Band 16 (Melbourne: Melbourne University Press, 2002), S. 577.[10]
- Ducker, Sophie C., 'Australian phycology: the German influence', in People and plants in Australia, hg. von Carr, D. J. und Carr, S. G. M. (Sydney: Academic Press, 1981), S. 116–138. ISBN 0-12-160720-8.
- Ducker, Sophie. The contented botanist: letters of W.H. Harvey about Australia and the Pacific. Carlton: Melbourne University Press, 1984. ISBN 978-0-522-843-415.
- Ducker, Sophie C., 'Ronald Campbell Gunn's visit to Port Phillip in 1836', in Aspects of Tasmanian botany : a tribute to Winifred Curtis, hg. von Banks, M. R. (Hobart: Royal Society of Tasmania, 1991), S. 201–212.[11]
- Ducker, Sophie C., 'Early Austrian Influence on Australian Botany', in History of Systematic Botany in Australasia: Proceedings of a Symposium Held at the University of Melbourne, 25-27 May 1988, hg. von Short, P.S. (Melbourne: Australian Systematic Botany Society, 1990), S. 297–304.[12]